# Pondok (Ngadirojo)
Pondok is een bestuurslaag in het regentschap Wonogiri van de provincie Midden-Java, Indonesië. Pondok telt 5173 inwoners (volkstelling 2010).